# Li Shanshan (basket-ball)
Pour les articles homonymes, voir Li Shanshan.
Dans ce nom chinois, le nom de famille, Li, précède le nom personnel.
Li Shanshan (en chinois : 李珊珊), née le 3 mars 1987 à Changzhou (Jiangsu), est une joueuse chinoise de basket-ball.
Avec la sélection chinoise, elle dispute les Jeux olympiques 2012 de Londres et les Jeux olympiques 2016 de Rio de Janeiro.